# Palau del Sol de Kumsusan

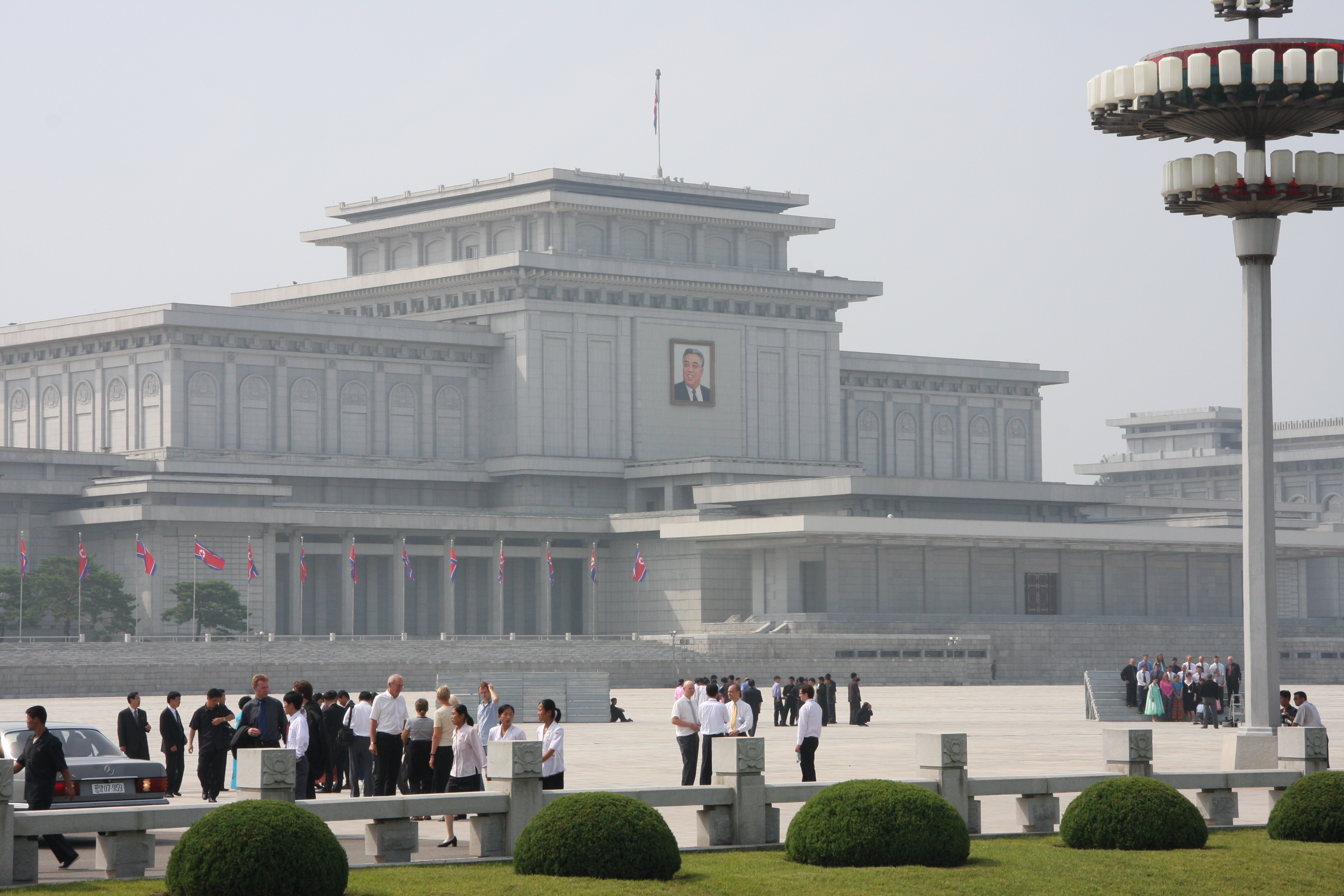
Palau del Sol de Kumsusan.

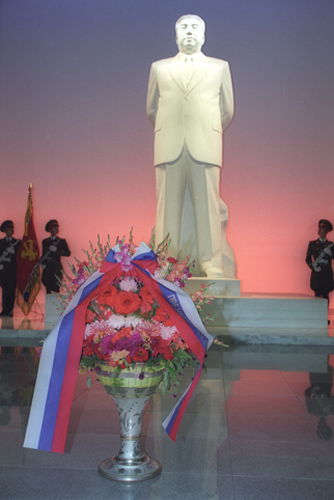
Estàtua de Kim Il-sung a l'interior del palau.

El Palau del Sol de Kumsusan (hangul 금수산태양궁전, hanja 錦繡山太陽宮殿, romanització revisada Geumsusan Taeyang Gungjeon McCune–Reischauer Kŭmsusan T'aeyang Kungjǒn), antigament Palau Memorial Kumsusan, també conegut en algunes ocasions com el Mausoleu de Kim Il-Sung, és una construcció localitzada en el sector nord-est del centre de Pyongyang, la ciutat capital de la República Democràtica Popular de Corea. Aquest palau era l'antiga casa de govern i l'oficina del president de la República Democràtica Popular de Corea i fundador, Kim Il-sung. Després del decés de Kim Il-sung el 1994, el seu successor i fill, Kim Jong-il, va reprendre la possessió del palau, i el renova i transforma en l'últim lloc de repòs del seu pare. Dins del palau, el cos embalsamat de Kim Il Sung reposa en un sarcòfag translúcid, per ser visible als visitants.
Aquesta és l'ex residència del governant nord-coreà Kim Il Sung, i va ser reinaugurada com el seu mausoleu en el primer aniversari de la seva mort el 8 de juliol de 1994, però a part de ser el seu últim lloc de repòs, en el mateix acte, el difunt Kim Il-sung va rebre el títol de president etern de la república, com a part en la construcció i dedicatòria d'aquest monument. Actualment, en aquest palau, també descansen les restes de l'altre líder del país, Kim Jong-il, que està sent embalsamat per ser exposat al costat del seu pare, i, per això, el 16 de febrer de 2012 (setanta aniversari de Kim Jong-il), el palau va ser rebatejat com a "Palau del Sol de Kumsusan".
Aquest palau de marbre té als seus voltants 100 hectàrees de jardí botànic que posseïx més de mil tipus de plantes i arbustos de diversos països, la seva entrada està molt controlada, i els turistes només poden entrar amb un permís especial.
Se situa en una àrea assegurada per una gran escorta militar a Pyongyang i només es permet l'accés als turistes els dies dijous i diumenges a tours organitzats directament pel govern. No es permet prendre retrats ni fotografies. Aquest lloc està custodiat per una sèrie de guàrdies especials, i es troba envoltat per un gran mur de protecció en els seus costats nord i est.